# 百姓健康频道
百姓健康频道，于2007年8月26日上星开播，由中华人民共和国卫生部、中国健康教育中心与北京宝迪文化传媒有限公司共同开办运营，是国内唯一一家专门从事医疗卫生健康的专业电视频道，每天24小时不间断播出，由鼎视传媒代理。秉承聚焦医改、关注医保、和谐医患、走进社区、深入农村的媒体宗旨。目前，该频道已在全国70多个城市落地播出。
2012年8月6日，该频道在北京全市正式全面播出，中华人民共和国卫生部在北京举办了开播仪式，由卫生部部长陈竺为频道开播剪彩并做重要讲话。